# Желтосумный колющий паук
Желтосумный колющий паук (лат. Cheiracanthium punctorium) — вид пауков из рода Cheiracanthium.

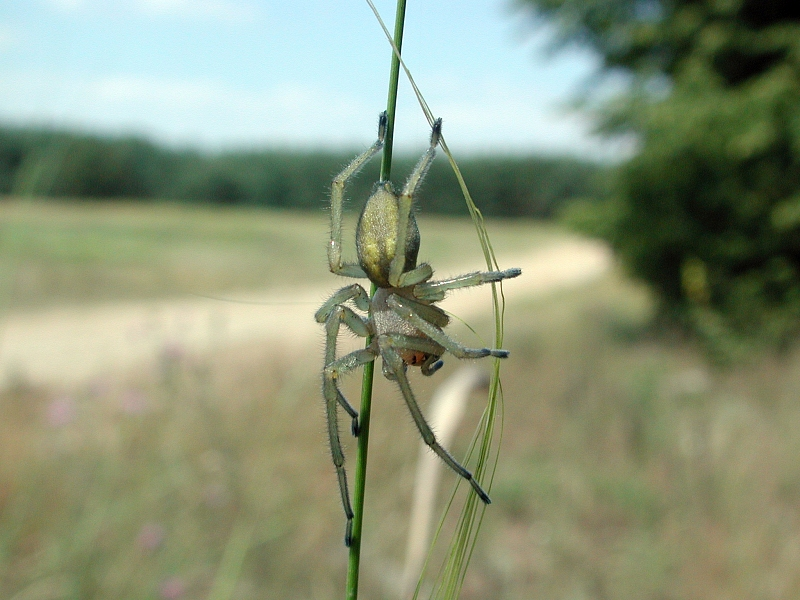

## Описание
Длина тела достигает 15 мм. Укус по болезненности сравним с укусом осы. В случае повышенной индивидуальной восприимчивости возможны более сильные реакции, в частности тошнота.
Самки делают кокон для яиц размером около 4 см. Размещается он в высокой траве и агрессивно защищается пауком.

## Места обитания
Встречается от Центральной Европы до Средней Азии.
В Германии, где он является единственным «действительно» ядовитым пауком, он встречается редко — в заметных количествах только в регионе Кайзерштуль, самой жаркой части страны. Из-за изменений климата, приводящих к увеличению засушливости и меньшим количествам осадков, данный вид распространяется в более северные районы Европы, например в Бранденбург, где нынешний климат больше похож на среднеазиатские степи, где этот паук встречается чаще.

## Появления в других местах
Сообщается о появлении этого паука в 2018 и 2019 годах в Башкортостане, в Татарстане, в частности в Альметьевском районе были зафиксированы случаи укусов данных пауков. А также в Челябинской и Оренбургской областях в 2019 году. Сообщается о появлении желтосумного колющего паука в Карагандинской области в 2019 году. А также на территории Украины (Приднепровск, Запорожье, Харьковская и Киевская область). В 2021 году был обнаружен в Луганской области. В 2023 году был обнаружен в Донецкой области. В 2023 году во Львовской области. В 2021 году был замечен в селе Подстёпки и посёлке Глушицкий. В 2021 году обнаружен в Гомельской области в Белоруссии. В 2023 году появлялся в Башкортостане. В 2024 году был замечен в Татарстане. Сейчас распространён северней широты 55°. В 2025 году был замечен в Челябинской области городе Магнитогорске.